# Иван Пулюй
Иван Пулюй (2 февруари 1845 – 31 януари 1918 г.) е украински физик и изобретател, приеман за ранен разработчик на използването на рентгенови лъчи за медицински изображения. Неговите приноси до голяма степен биват пренебрегвани до края на 20 век.

## Биография
Иван Пулюй завършва с отличие Теологическия факултет на Виенския университет (1869), а по-късно и катедрата по философия (1872). През 1876 г. Пулюй завършва докторска степен по вътрешно триене в газовете в Страсбургския университет под ръководството на Август Кунд.
Преподава във Военноморската академия в Риека, Хърватска (1874 – 1876), Виенския университет (1874 – 1884) и немската част на Висшето техническо училище в Прага (1884 – 1916). Също така, Пулюй е ректор на Висшето техническо училище в Прага (немска част) през 1888 – 1889, както и държавен съветник по електротехника за бохемските и моравските местни власти.
В допълнение, той превежда Библията на украински език.

## Научни приноси
Пулюй прави сериозни изследвания на катодните лъчи, публикувайки няколко статии за тях между 1880 и 1882. През 1881 г. в резултат на експерименти в така наречената от него студена светлина, проф. Пулюй разработва лампата, носеща неговото име. тя е отличена със сребърен медал на Международното електротехническо изложение в Париж, 1881 година. В целия свят, „лампата на Пулюй“ става изключително известна и дори е била масово произвеждана известно време.
Пулюй експериментира с новото си устройство и публикува резултатите си в научния труд в бележките на Австрийската императорска академия на науките „Светлинна електрическа материя и четвъртото ѝ състояние" (1880 – 1883). Пулюй обаче изразява идеите си по неясен начин, използвайки остареляла терминология. Въпреки това ученият получава известно признание, когато произведението е преведено и публикувано под формата на книга от Кралското общество във Великобритания.
Докато констатацията на проф. Пулюй по същество са рентгенови лъчи, той в началото не ги разпознава като такива, въпреки че демонстрира рентгенови снимки на ръка и пръсти, получени с помощта на тръбата / лампата на учениците си. По-късно признанието за това научно отркритие премина към Вилхелм Конрад Рьонтген. След като Рентген посещава лабораторията на проф. Пулюй и му е представена една от тръбите, Рентген се прибрал и в лабораторията си започнал да провежда експерименти с тръбата на Пулюй. Пулюй също продължил да прави изследвания със своите рентгенови тръби и на 8 февруари 1896 г., само 6 седмици след като Рьонтген представя констатацията си за рентгеновите лъчи, Пулюй публикува собствените си открития във френското списание La Nature в Париж. Той представя снимки, които излагат скелета на мъртвородено дете. Работата му е преиздавана в различни европейски научни списания.
Пулюй пуска още изображения на човешки части на тялото и предлага възможни медицински употреби на тази нова технология. Качеството на снимките на Пулюй бива много по-добро от това на тези на Рентген.
Пулюй прави и много други открития. Той е считан за изобретателя на устройство за определяне на механичния еквивалент на топлината. То бива изложено в експозицията Universelle, Париж, 1878 г. Пулюй също участва в откриването на няколко електроцентрали в Австро-Унгария.

## Подкрепа на украинската култура
Пулюй е известен и с приноса си за насърчаването на украинската култура. Той активно подкрепя откриването на украински университет в Лвов и публикува статии в подкрепа на украинския език. Заедно с П. Кулиш и И. Нечуй-Левицки, Пулюй превежда евангелия и псалтир на украински. Като професор Пулюй организира стипендии за украински студенти в Австро-Унгария.

## Оценка
| „ | „Световната история никога не е била само за определени личности или определени нации. Малките нации и техните постижения често се пренебрегват, докато постиженията на големите нации понякога са преувеличени. Славко Бокшан, сръбски учен, работил в същия отдел като Пулюй и Рентген | “ |

## Посмъртно признание
- Украинският национален технически университет в Тернопол „Иван Пулюй“ е кръстен на него.
- Пощенска марка, публикуван по повод 150-годишнината от рождението на Пулюй през 1995 г.[4]
- Улиците в Киев, Лвов и други украински градове имат името на Пулюй.
- Световната асоциация на рентгенолозите е създадена през 2018 г. в град Лвов в чест на Иван Пулюй.

## Публикации и първи изображения на Пулюй (1895)
- на немски: Strahlende Elektrodenmaterie //Wiener Berichte I. – 1880. – 81. – с.   864 – 923; II. – 1881. – 83. – с.   402 – 420; III. 1881. – 83. – с.   693 – 708; IV. – 1882. – 85. – с.   871 – 881.
- на немски: Strahlende Elektrodenmaterie und der sogenannte vierte Aggregatzustand' – Wien; Verlag Carl Gerold Sohn, 1883.
- Лъчева електродна материя и така нареченото Четвърто състояние. London: Physical Memoirs, 1889. – том. л, т.2. – стр.   233 – 331.
- на немски: Über die Entstehung der Röntgenstrahlen und ihre photographische Wirkung// Wiener Berichte II Abt. 1896. – 105. – с.   228 – 238.

## За него
- С. Нахорняк, М. Медюх: Физико-технически идеи на Иван Пулюй. Дшура, Тернопол 1999, ISBN 966-7497-34-8